# Proteoarchaeota
A Proteoarchaeota egy javasolt archaea ország. Törzsei: Korarchaeota, Lokiarchaeota, Thaumarchaeota, Bathyarchaeota, Aigarchaeota,  és Crenarchaeota .

## Osztályozás
Ennek a csoportnak a filogenetikai kapcsolata még mindig vitatott. A tagok viszonya körülbelül a következő:
|  | "Aigarchaeota" |
|  |                |
|  | "Geoarchaeota" |
|  |                |

|  | Nitrososphaerota |
|  |                  |
|  | "Bathyarchaeota" |
|  |                  |

|  | "Aigarchaeota" |
|  |                |
|  | "Geoarchaeota" |
|  |                |

|  | Nitrososphaerota |
|  |                  |
|  | "Bathyarchaeota" |
|  |                  |

|  | "Aigarchaeota" |
|  |                |
|  | "Geoarchaeota" |
|  |                |

|  | Nitrososphaerota |
|  |                  |
|  | "Bathyarchaeota" |
|  |                  |

|  | "Aigarchaeota" |
|  |                |
|  | "Geoarchaeota" |
|  |                |

|  | Nitrososphaerota |
|  |                  |
|  | "Bathyarchaeota" |
|  |                  |

|  | "Aigarchaeota" |
|  |                |
|  | "Geoarchaeota" |
|  |                |

|  | Nitrososphaerota |
|  |                  |
|  | "Bathyarchaeota" |
|  |                  |

|  | "Aigarchaeota" |
|  |                |
|  | "Geoarchaeota" |
|  |                |

|  | Nitrososphaerota |
|  |                  |
|  | "Bathyarchaeota" |
|  |                  |

|  | "Aigarchaeota" |
|  |                |
|  | "Geoarchaeota" |
|  |                |

|  | Nitrososphaerota |
|  |                  |
|  | "Bathyarchaeota" |
|  |                  |

|  | "Aigarchaeota" |
|  |                |
|  | "Geoarchaeota" |
|  |                |

|  | Nitrososphaerota |
|  |                  |
|  | "Bathyarchaeota" |
|  |                  |

|  | "Lokiarchaeota" |
|  |                 |
|  | "Odinarchaeota" |
|  |                 |
|  | "Thorarchaeota" |
|  |                 |

|                      | "Heimdallarchaeota" |
|                      |                     |
| (+ α-Proteobacteria) | Eukaryota           |
|                      | Eukaryota           |

|  | "Lokiarchaeota" |
|  |                 |
|  | "Odinarchaeota" |
|  |                 |
|  | "Thorarchaeota" |
|  |                 |

|                      | "Heimdallarchaeota" |
|                      |                     |
| (+ α-Proteobacteria) | Eukaryota           |
|                      | Eukaryota           |

|  | "Aigarchaeota" |
|  |                |
|  | "Geoarchaeota" |
|  |                |

|  | Nitrososphaerota |
|  |                  |
|  | "Bathyarchaeota" |
|  |                  |

|  | "Aigarchaeota" |
|  |                |
|  | "Geoarchaeota" |
|  |                |

|  | Nitrososphaerota |
|  |                  |
|  | "Bathyarchaeota" |
|  |                  |

|  | "Aigarchaeota" |
|  |                |
|  | "Geoarchaeota" |
|  |                |

|  | Nitrososphaerota |
|  |                  |
|  | "Bathyarchaeota" |
|  |                  |

|  | "Aigarchaeota" |
|  |                |
|  | "Geoarchaeota" |
|  |                |

|  | Nitrososphaerota |
|  |                  |
|  | "Bathyarchaeota" |
|  |                  |

|  | "Aigarchaeota" |
|  |                |
|  | "Geoarchaeota" |
|  |                |

|  | Nitrososphaerota |
|  |                  |
|  | "Bathyarchaeota" |
|  |                  |

|  | "Aigarchaeota" |
|  |                |
|  | "Geoarchaeota" |
|  |                |

|  | Nitrososphaerota |
|  |                  |
|  | "Bathyarchaeota" |
|  |                  |

|  | "Aigarchaeota" |
|  |                |
|  | "Geoarchaeota" |
|  |                |

|  | Nitrososphaerota |
|  |                  |
|  | "Bathyarchaeota" |
|  |                  |

|  | "Aigarchaeota" |
|  |                |
|  | "Geoarchaeota" |
|  |                |

|  | Nitrososphaerota |
|  |                  |
|  | "Bathyarchaeota" |
|  |                  |

|  | "Lokiarchaeota" |
|  |                 |
|  | "Odinarchaeota" |
|  |                 |
|  | "Thorarchaeota" |
|  |                 |

|                      | "Heimdallarchaeota" |
|                      |                     |
| (+ α-Proteobacteria) | Eukaryota           |
|                      | Eukaryota           |

|  | "Lokiarchaeota" |
|  |                 |
|  | "Odinarchaeota" |
|  |                 |
|  | "Thorarchaeota" |
|  |                 |

|                      | "Heimdallarchaeota" |
|                      |                     |
| (+ α-Proteobacteria) | Eukaryota           |
|                      | Eukaryota           |